# Chris Carter (músico)
Chris Carter (nacido el 28 de enero de 1953) es un músico inglés, conocido por ser un programador y miembro del grupo de musical industrial Throbbing Gristle y el dúo Chris & Cosey, ambos con su pareja de toda la vida, Cosey Fanni Tutti.
A mediados de la década de 1970, Carter comenzó una colaboración experimental de música/sonido con Cosey Fanni Tutti y Genesis P-Orridge, que también trabajaban en ese momento como el grupo de artes escénicas COUM Transmissions junto con Peter Christopherson. Los resultados de esta colaboración musical fueron la creación del grupo Throbbing Gristle, del sello musical Industrial Records, y el nacimiento del género Industrial music. Tras la separación de Throbbing Gristle, Carter lanzó un disco solista, titulado The Space Between, bajo el sello Mute Records. Más tarde, junto con Cosey Fanni Tutti, crearán el sello Conspiracy Internacional (CTI). Luego, formarían el dúo Chris & Cosey. Inicialmente, solo lanzaron música, pero pronto se dedicaron a la producción de obras de video y lanzaron varias películas y bandas sonoras experimentales de CTI. En 1985 Carter lanzó su segundo álbum en solitario Mondo Beat.
Además de viajar con éxito por todo el mundo, Chris & Cosey también grabó y colaboró en innumerables lanzamientos, especialmente con Annie Lennox y Dave Stewart, Robert Wyatt, Coil, Boyd Rice, Lustmord, Monte Cazazza y muchos más. Chris & Cosey también han remezclado pistas para Mortal Loom and Erasure, Pantaleimon, Throbbing Gristle, John Cage, Current 93, entre otros.
Carter ha inventado un generador de sonido llamado The Dirty Carter Experimental Sound Generating Instrument, un dispositivo de circuito de flexión, con un sensor de inclinación. Carter también inventó The Gristleizer, una unidad de efectos de sonido basada en el diseño de un pedal de efectos de guitarra. La unidad de efectos Gristleizer es considerada como una de las principales contribuyentes al sonido Throbbing Gristle.

## Discografía
(No incluye su trabajo con Throbbing Gristle, Carter Tutti or Chris & Cosey releases)
- The Space Between cassette (1980, Industrial Records; 1983, Third Mind); CD (1991, Mute; Alfa; 1999, Elektra); LP (2010, Optimo Music)
- Nicki 7" (1983, AQM) [with John Duncan and Cosey Fanni Tutti]
- Mondo Beat vinyl/cassette (1985, CTI/Rough Trade); CD/vinyl/cassette (1989, Play It Again Sam)
- Collectiv 1 compilation (1996, CTI)
- Disobedient live (1998, CTI)
- Small Moon (1999, CTI)
- Caged (2000, DiN) with Ian Boddy
- Electronic Ambient Remixes 1 (2000, CTI)
- Electronic Ambient Remixes 3 (2002, CTI)
- Moonlight 12" (2011, Optimo Music)
- Transverse (2012, Mute) [with Nik Colk Void as Carter Tutti Void]
- Chris Carter's Chemistry Lessons Volume One (2018, Mute)